# 狭蚌虫科
狭蚌虫科（學名：Leptestheriidae），又名棘貝蝦科，是甲殼亞門鰓足綱葉足亞綱雙甲目棘尾亞目之下的一個科。

## 分類
現時本科包括下列五個有現生種的屬：
- 原狭蚌虫属 Eoleptestheria（英语：Eoleptestheria）
- Leptestheria
- Leptestheriella
- Maghrebestheria
- Sewellestheria